# ADO in het seizoen 1961/62
Het seizoen 1961/1962 was het achtste jaar in het bestaan van de Haagse betaaldvoetbalclub ADO. De club kwam uit in de Eredivisie en eindigde daarin op de 15e plaats. Tevens deed de club mee aan het toernooi om de KNVB Beker, hierin werd in de tussenronde, na verlenging, verloren van DOS (3–4).

## Wedstrijdstatistieken

### Eredivisie
|       | Ajax  | Blauw-Wit | DOS   | DWS/A | Sportclub Enschede | Feijenoord | Fortuna '54 | GVAV  | MVV   | NAC   | PSV   | Rapid JC | Sparta | Volendam | De Volewijckers | VVV   | Willem II |
| ----- | ----- | --------- | ----- | ----- | ------------------ | ---------- | ----------- | ----- | ----- | ----- | ----- | -------- | ------ | -------- | --------------- | ----- | --------- |
| Thuis | 1 – 3 | 1 – 4     | 1 – 2 | 3 – 0 | 2 – 2              | 0 – 2      | 2 – 1       | 2 – 2 | 0 – 1 | 2 – 3 | 1 – 1 | 4 – 1    | 1 – 0  | 2 – 1    | 2 – 1           | 4 – 1 | 0 – 3     |
| Uit   | 1 – 2 | 0 – 0     | 2 – 2 | 4 – 2 | 4 – 1              | 1 – 1      | 3 – 0       | 3 – 1 | 3 – 1 | 1 – 1 | 6 – 1 | 3 – 3    | 2 – 2  | 3 – 2    | 2 – 7           | 1 – 1 | 2 – 2     |

### KNVB Beker
| 3e ronde                                         | ADO                                                    | 2 – 0 (0 – 0)                      | SVV                                      |
| 28 april 1962 Plaats: Den Haag Zuiderparkstadion | Carol Schuurman 55' (pen.), 60'                        |                                    |                                          |
| Tussenronde                                      | DOS                                                    | 4 – 3 (2 – 0, 3 – 3) Na verlenging | ADO                                      |
| 23 mei 1962 Plaats: Utrecht Galgenwaard          | Bert Theunissen 24', 63' Tonny van der Linden 26', 94' |                                    | 52' Lex Rijnvis 51', 81' Carol Schuurman |

## Statistieken ADO 1961/1962

### Eindstand ADO in de Nederlandse Eredivisie 1961 / 1962
| Stand | Gespeeld | Gewonnen | Gelijk | Verloren | Punten | Doelpunten voor | Doelpunten tegen |
| ----- | -------- | -------- | ------ | -------- | ------ | --------------- | ---------------- |
| 15e   | 34       | 9        | 11     | 14       | 29     | 58              | 69               |

### Topscorers
| #                 | Naam              | Goal |
| ----------------- | ----------------- | ---- |
| 1.                | Carol Schuurman   | 23   |
| 2.                | Maarten Trommel   | 14   |
| 3.                | Lex Rijnvis       | 7    |
| 4.                | Henny den Engelse | 6    |
| 5.                | Mick Clavan       | 3    |
| 5.                | Guus Haak         | 3    |
| 7.                | Hans van der Hoek | 1    |
| Onbekend doelpunt |                   |      |
| –                 | Onbekend          | 1    |
| Totaal            | Totaal            | 58   |

| #      | Naam            | Goal |
| ------ | --------------- | ---- |
| 1.     | Carol Schuurman | 4    |
| 2.     | Lex Rijnvis     | 1    |
| Totaal | Totaal          | 5    |

## Voetnoten
ADO ·
Ajax ·
Blauw-Wit ·
DOS ·
DWS/A ·
Sportclub Enschede ·
Feijenoord ·
Fortuna '54 ·
GVAV ·
MVV ·
NAC ·
PSV ·
Rapid JC ·
Sparta ·
Volendam ·
De Volewijckers ·
VVV ·
Willem II